# 高陽貓

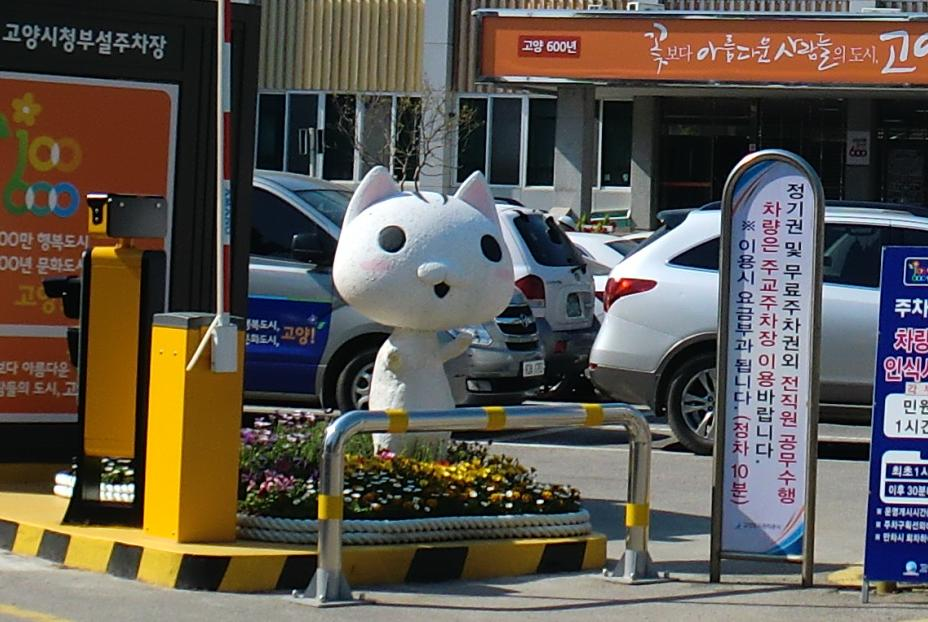
高陽市廳前的高陽貓雕像

高陽貓（韓語：고양 고양이），是大韓民國京畿道高陽市的官方地區性吉祥物。因為高陽市（고양시）在韓語的發音跟貓（고양이）類似，便以貓作為代表。
高陽市的市中心有高陽貓的大型雕像提供民眾拍照，而在高陽市的官方推特、臉書與Instagram也會不時分享高陽貓的生活照。

## 外部連結
- 高陽市廳 吉祥物介紹 （页面存档备份，存于）
- 高陽市官方推特 （页面存档备份，存于）
- 高陽市instergram （页面存档备份，存于） 
- 高陽市Facebook專頁 